# Purchena
Purchena là một đô thị thuộc tỉnh Almería, ở cộng đồng tự trị Andalusia, Tây Ban Nha. Đô thị này có diện tích 55 km², dân số năm 2005 là 1.645 người.

## Biến động dân số
| 1999  | 2000  | 2001  | 2002  | 2003  | 2004  | 2005  |
| ----- | ----- | ----- | ----- | ----- | ----- | ----- |
| 1.623 | 1.600 | 1.602 | 1.650 | 1.676 | 1.629 | 1.645 |

Source: INE (Tây Ban Nha)